# Ischnolea longeantennata
Ischnolea longeantennata là một loài bọ cánh cứng trong họ Cerambycidae.